# Fredrik III av Brandenburg-Ansbach
Fredrik III av Brandenburg-Ansbach, tyska: Friedrich III. von Brandenburg-Ansbach, född 1 maj 1616 i Ansbach, stupad 6 september 1634 (n.s.) i slaget vid Nördlingen, var regerande markgreve av Brandenburg-Ansbach från 1625 till 1634. Under större delen av denna tid var han minderårig och förmyndarskapet utövades av hans mor Sofia av Solms-Laubach.

## Biografi
Fredrik var äldste son till markgreve Joakim Ernst av Brandenburg-Ansbach och hans gemål, Sofia av Solms-Laubach. Då hans far avled 1625 medan Fredrik fortfarande var minderårig, trädde hans mor och hennes bror greve Fredrik av Solms-Rödelheim in som förmyndare. Fredrik III blev myndig 1634 och deltog i trettioåriga kriget på Sveriges sida men stupade i slaget vid Nördlingen samma år. Då Fredrik var ogift och utan efterkommande, ärvdes furstendömet Brandenburg-Ansbach av hans yngre bror, Albrekt II.